# David Williams (Eishockeyspieler)
David Andrew Williams (* 25. August 1967 in Plainfield, New Jersey) ist ein ehemaliger US-amerikanischer Eishockeyspieler, der im Verlauf seiner aktiven Karriere zwischen 1986 und 1998 unter anderem 173 Spiele für die San Jose Sharks und Mighty Ducks of Anaheim in der National Hockey League (NHL) auf der Position des Verteidigers bestritten hat. Darüber hinaus absolvierte Williams weitere annähernd 350 Partien in der International Hockey League (IHL) und American Hockey League (AHL). 

## Karriere
Williams spielte zunächst von 1981 bis 1985 an der High School, ehe er von 1985 bis 1989 am Dartmouth College studierte und zugleich für das Universitätsteam in der National Collegiate Athletic Association auflief. Nachdem er bereits zum Abschluss der High School im NHL Entry Draft 1985 in der zwölften Runde an 234. Stelle von den New Jersey Devils ausgewählt worden war, wechselte er zur Saison 1990/91 ins Profilager.
Da es den Devils nicht gelungen war ihren Draft-Pick zur Vertragsunterschrift zu bringen, verbrachte der Verteidiger die Spielzeit zunächst in der East Coast Hockey League bei den Knoxville Cherokees und in der International Hockey League bei den Muskegon Lumberjacks. Im Sommer 1991 verpflichteten die neu gegründeten San Jose Sharks den Free Agent, der zuvor noch mit der US-amerikanischen Nationalmannschaft an der Weltmeisterschaft 1991 teilgenommen hatte. Neben einigen Spielen für die Kansas City Blades in der IHL, gehörte Williams in den Spielzeiten 1991/92 und 1992/93 zum NHL-Kader der Sharks und nahm 1992 erneut an der Weltmeisterschaft teil. Durch den NHL Expansion Draft 1993 wechselte Williams zu den Mighty Ducks of Anaheim, wo er in den folgenden zwei Jahren aber ebenso im Farmteam in der IHL als auch im NHL-Team spielte. Nach Auslauf seines Vertrages unterschrieb er im August 1995 als Free Agent einen Einjahresvertrag bei den Hartford Whalers, die ihn aber ausschließlich in der IHL bei den Detroit Vipers einsetzten. Der US-Amerikaner ging im folgenden Sommer zu den St. Louis Blues. Dort kam er aber in zwei Spielzeiten ebenfalls nur zu Einsätzen in der International und American Hockey League. Nach der Saison 1997/98 beendete er seine Karriere im Alter von 30 Jahren.

## Erfolge und Auszeichnungen
- 1989 ECAC First All-Star Team
- 1989 NCAA East Second All-American Team

## Karrierestatistik

### International
Vertrat die USA bei:
- Weltmeisterschaft 1991
- Weltmeisterschaft 1992

(Legende zur Spielerstatistik: Sp oder GP = absolvierte Spiele; T oder G = erzielte Tore; V oder A = erzielte Assists; Pkt oder Pts = erzielte Scorerpunkte; SM oder PIM = erhaltene Strafminuten; +/− = Plus/Minus-Bilanz; PP = erzielte Überzahltore; SH = erzielte Unterzahltore; GW = erzielte Siegtore; 1 Play-downs/Relegation; Kursiv: Statistik nicht vollständig)